# Toechima
Toechima es un género de plantas con flores de la familia Sapindaceae.

## Especies
- Toechima daemelianum
- Toechima erythrocarpum
- Toechima hirsutum
- Toechima lanceolatum
- Toechima livescens
- Toechima monticola
- Toechima plurinerve
- Toechima pterocarpum
- Toechima subteres
- Toechima tenax

- Datos: Q3368073
- Multimedia: Toechima / Q3368073
- Especies: Toechima